# Dorothy Osborne

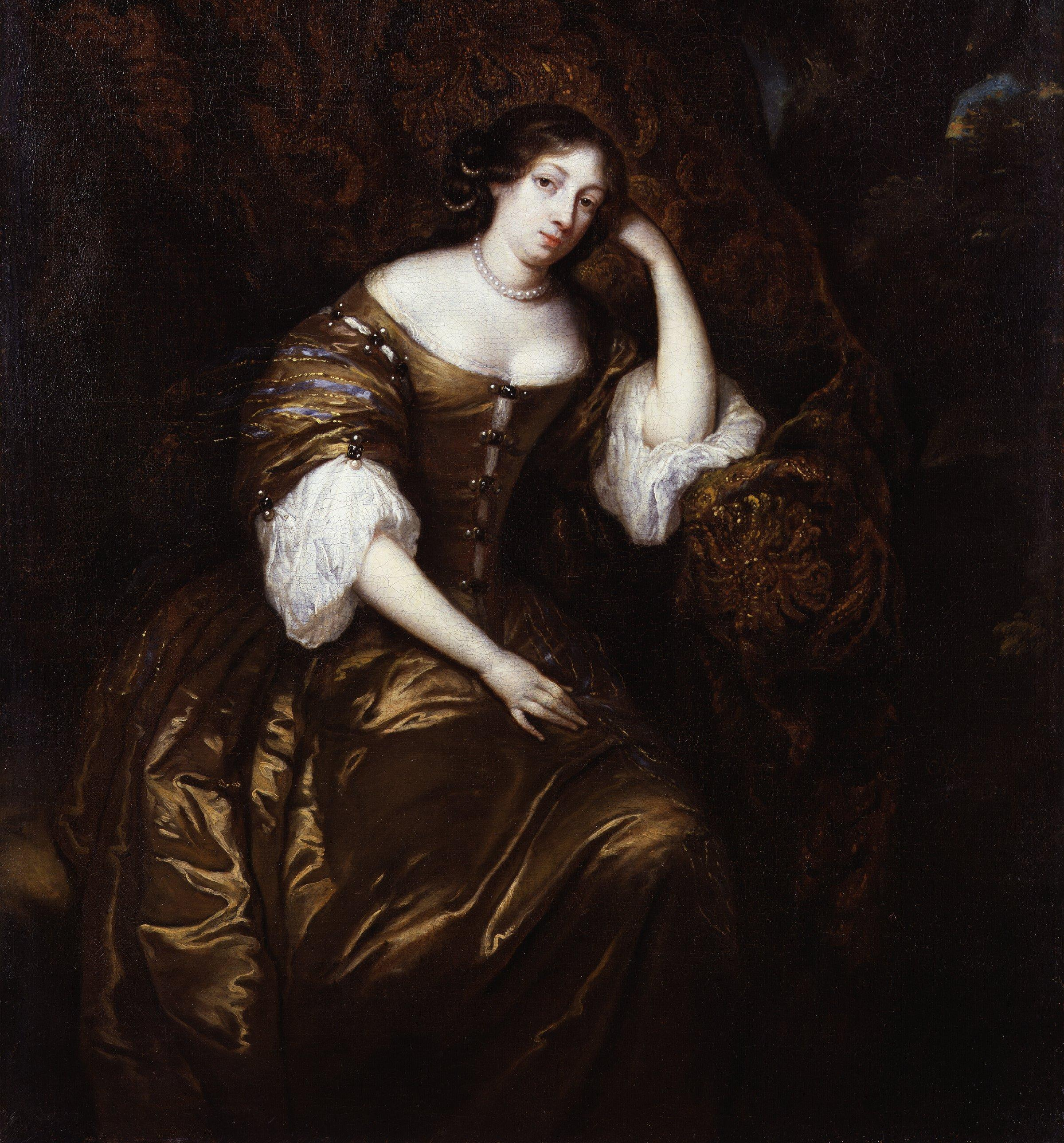
Dorothy, Lady Temple, Gaspar Netscher, 1671

Dorothy Osborne (Chicksands, Bedfordshire, 1627 — Farnham, 1695) was de echtgenote van de Engelse diplomaat en schrijver William Temple. Zij is bekend gebleven door de brieven die zij schreef aan haar destijds nog toekomstige echtgenoot.
Osbornes leven is behalve vanwege haar brieven opmerkelijk vanwege haar koppige weerstand tegen de voor haar opgestelde huwelijksplannen.
Dorothy Osborne was de jongste in een gezin van acht kinderen. Haar vader was de edelman Peter Osborne, koninklijk gouverneur van het eiland Guernsey, die in 1609 was getrouwd met Lady Dorothy Danvers. Haar beide ouders waren overtuigde royalisten.
Tijdens een oversteek van Het Kanaal ontmoette Dorothy William Temple, die stamde uit een familie van 'Roundheads', aanhangers van de door Puriteinen overheerste parlementaire partij. De twee raakten verliefd op elkaar, maar vanwege de politieke tegenstellingen en economische redenen werd een relatie door beide families niet op prijs gesteld. Zij zagen elkaar daarop lange tijd niet, maar wel ontstond er een clandestiene briefwisseling. Het paar trouwde uiteindelijk toch in 1655. Van de correspondentie die plaatsvond tussen 1652 en 1654 is haar aandeel bewaard gebleven, bestaande uit 77 brieven die een levendig beeld geven van het leven en de gebeurtenissen van die tijd. De manuscripten bevinden zich in de British Library. De brieven werden in 1888 voor het eerst in boekvorm gepubliceerd onder redactie van Edward Parry. Het werk werd vele malen herdrukt.
Van haar leven na het huwelijk zijn weinig brieven bewaard gebleven en deze zijn ook niet zo briljant als haar brieven uit de tijd van haar hofmakerij.
Er zijn aanwijzingen dat ze zeer intensief betrokken was bij de diplomatieke carrière van haar man. William werd diverse malen in het buitenland gestationeerd, onder meer in Brussel (in de Spaanse Nederlanden) en in de Republiek. Temple was tweemaal ambassadeur in Den Haag.
In 1671 gebruikte Karel II van Engeland Dorothy om de Derde Engelse zeeoorlog te provoceren. Op 24 augustus zeilde ze door de Nederlandse vloot aan boord van het koninklijke jacht 'Merlin'. Het jacht schoot met scherp op een Nederlands schip toen men slechts met vlagvertoon gegroet werd, in plaats van een saluut met 'witte rook' zoals voor een oorlogsbodem was voorgeschreven.
Osborne was een belangrijke en erkende autoriteit bij de latere huwelijksonderhandelingen vanwege haar vriendschap met zowel Willem III van Oranje-Nassau en prinses Mary. Haar persoonlijke vriendschap met Mary duurde tot het overlijden van de koningin in 1694. Osborne (lady Temple) kreeg negen kinderen, die allen op twee na overleden als baby. Een dochter, Diana, overleed aan pokken toen ze veertien was, en een zoon, John pleegde zelfmoord voor zijn dertigste. Hij was wel getrouwd en voorzag sir William en lady Temple van twee kleindochters: Elizabeth en Dorothy Temple.
Lady Temple en haar echtgenoot werden begraven in Westminster Abbey.